# 199991 Adriencoffinet
199991 Adriencoffinet este o planetă minoră (asteroid) din centura de asteroizi. A fost descoperită pe 9 mai 2007 la Mount Lemmon⁠(d) de Mount Lemmon Survey⁠(d) și a fost numită după Adrien Coffinet⁠(d). 
Obiectul prezintă o orbită caracterizată de o semiaxă mare de 2,5887782176316 UAi, o excentricitate de 0,12712830267624, o înclinație de 0,77375699731939 ° în raport cu ecliptica.